# 大徳寺 (中野市)
大徳寺（だいとくじ）は、長野県中野市片塩871にある曹洞宗の寺院である。小布施町玄照寺の末寺で山号は延命山。本尊は釈迦牟尼仏（木像）で室町時代後期のもので古い歴史をもっている。

## 概要
大徳寺の開祖は1450年（宝徳二年）、臨済宗建仁寺通庵玄達和尚。浜津山善昌寺といって現在の浜津ヶ池東端にあった。長野市松代町明徳寺三世鴻岸慶祐和尚が1559年（永禄二年）に中興開祖となった。1622年四世祐学和尚は寺号を大徳寺、山号を延命山と改めた。八世円了和尚時代まで明徳寺の末寺であったが、本寺を小布施町玄照寺へ移し現在にいたる。

## 本堂
1719年（江戸中期）円了和尚のとき火災にあい、本堂庫裡を焼失。1724年（享保九年）当時平野村東江部の富豪山田庄左エ門がこれを再建した。1792年(寛政四年)十四世龍岳和尚の代にも火災にあい古書、宝物など焼失、本尊だけは残った。1810年(文化七年）庫裡を再建、1820年（文政三年）本堂が再建された。2011年（平成23年）本堂改修。現住職は畔上泰仁師で二十四世。

## 歴史
- 1450年（宝徳二年） 臨済宗建仁寺通庵玄達和尚。浜津山善昌寺といって現在の浜津ヶ池東端にあった。
- 1559年（永禄二年） 長野市松代町明徳寺三世潙岸慶祐和尚が中興開祖となった。
- 1622年（寛永二年） 四世祐学和尚は寺号を大徳寺、山号を延命山と改めた。
- 1625年（寛永五年） 中野市草間に竜徳寺を建立、祐学和尚自ら開祖となり末寺とした。
- 1653年（承応二年） 六世祐春和尚同市新保に本光寺を建立末寺とする。 八世円了和尚の代に小布施町の玄照寺の末寺となる。
- 1719年（享保四年） 円了和尚のとき火災にあい、本堂庫裡を焼失。
- 1724年（享保九年） 当時平野村東江部の富豪山田庄左エ門がこれを再建した。
- 1792年  (寛政四年)  十四世龍岳和尚の代にも火災にあい古書、宝物など焼失、本尊だけは残った。
- 1810年（文化七年） 庫裡を再建。
- 1820年（文政三年） 本堂が再建された[2]。
- 1891年（明治24年）山門新築。
- 1979年（昭和54年） 鐘楼を建立。
- 1982年（昭和57年） 庫裡を改築。
- 2000年  (平成12年)  座禅堂を建立。
- 2011年（平成23年） 本堂改修。

## 境内
- 大徳寺山門山門
- 本堂

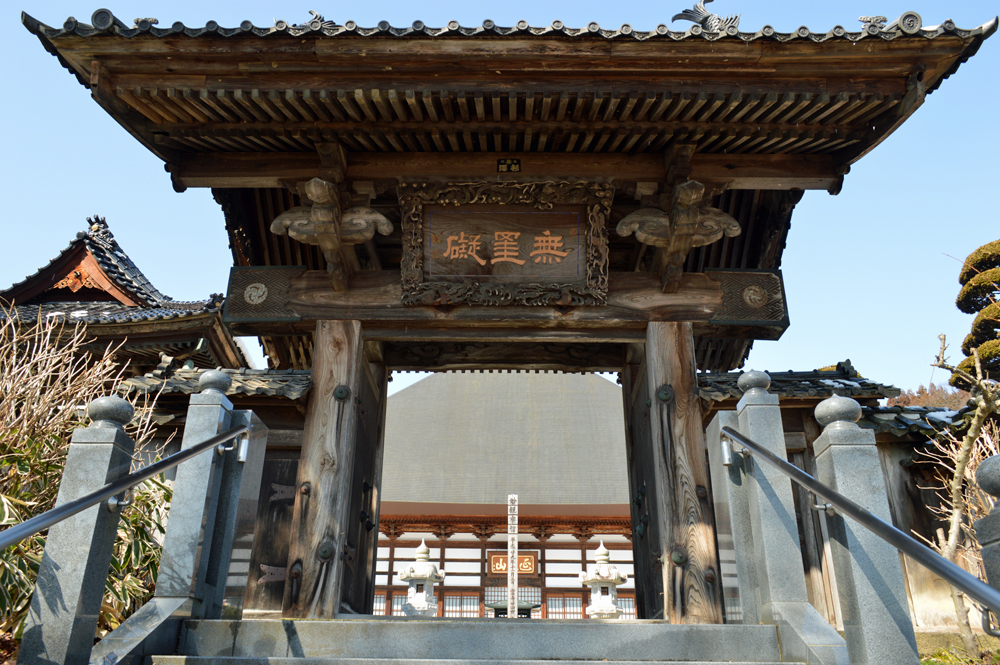
大徳寺山門

- 鐘楼 - 毎日、午前6時と午後5時（夏は6時）に梵鐘を鳴らす。
- 座禅堂 - 毎月第三日曜日午前8時30分より座禅会を開催している。
- 庫裡

## 歴代
- 開祖　　　潙岸慶祐（いがんけいゆう）
- 二世　　　圓室是鑑（えんしつぜかん）
- 三世　　　漸室秀頓（ぜんしゅつしゅうとん）
- 四世　　　道岩祐学（どうがんゆうがく）
- 五世　　　中興文室芳學（ぶんしつほうがく）
- 六世　　　風外祐春（ふうがいゆうしゅん）
- 七世　　　快岩長恩（かいがんちょうおん）
- 八世　　　再中興皛名円了（ゆうみょうえんりょう）
- 九世　　　高巖松庭（こうがんしょうてい）
- 十世　　　月岑直笑（げっしんじきしょう）
- 十一世　　瑞峯松祥（ずいほうしょうしょう）
- 十二世　　再中興天桂錬石（てんけいれんせき）
- 十三世　　千勇俊岳（せんゆうしゅんがく）
- 十四世　　陽雲龍岳（よううんりゅうがく）
- 十五世　　祥巖岳州（しょうがんがくしゅう）
- 十六世　　中興白岑俊苗（はくしんしゅんみょう）
- 十七世　　圓宗朴明（えんしゅうはくみょう）
- 十八世　　祖嶽周禅（そがくしゅうぜん）
- 十九世　　復興喚山蜜應（かんざんみつおう）
- ニ十世　　大信良海（たいしんりょうかい）
- 二十一世　慈徳總雲（じとくそううん）
- 二十二世 - 大興文學（たいこうぶんがく）
- 二十三世 - 重興寛學智仁（かんがくちじん）
- 二十四世 - 畔上泰仁 （2015～）